# Philip J. Philbin

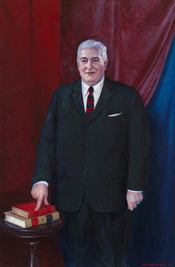
Philip J. Philbin

Philip Joseph Philbin (* 29. Mai 1898 in Clinton, Worcester County, Massachusetts; † 14. Juni 1972 in Bolton, Massachusetts) war ein US-amerikanischer Politiker. Zwischen 1943 und 1971 vertrat er den Bundesstaat Massachusetts im US-Repräsentantenhaus.

## Werdegang
Philip Philbin besuchte die öffentlichen Schulen seiner Heimat. Während des Ersten Weltkrieges diente er in den Jahren 1917 bis 1919 in der US Navy. Nach dem Krieg setzte er seine Ausbildung bis 1920 mit einem Studium an der Harvard University fort. Nach einem anschließenden Jurastudium an der Columbia University in New York City und seiner 1924 erfolgten Zulassung als Rechtsanwalt begann er zunächst in Boston und später in seiner Heimatstadt Clinton in diesem Beruf zu arbeiten. Philbin betätigte sich auch in der Immobilienbranche, im Treibstoffhandel und in der Landwirtschaft. Zwischen 1921 und 1940 arbeitete er zeitweise in verschiedenen Funktionen für US-Senator David I. Walsh. In den Jahren 1934 bis 1936 war er Berater des Senatsausschusses für Bildung und Arbeit. Danach war er bis 1937 beim US-Arbeitsministerium beschäftigt. Zwischen 1937 und 1940 fungierte Philbin als Berater der Kommission für Arbeitslosenentschädigungen in Massachusetts. Im Jahr 1935 wurde er außerdem Stadtkämmerer in Clinton.
Politisch war Philbin Mitglied der Demokratischen Partei. Bei den Kongresswahlen des Jahres 1942 wurde er im dritten Wahlbezirk von Massachusetts in das US-Repräsentantenhaus in Washington, D.C. gewählt, wo er am 3. Januar 1943 die Nachfolge von Joseph E. Casey antrat. Nach 13 Wiederwahlen konnte er bis zum 3. Januar 1971 insgesamt 14 Legislaturperioden im Kongress absolvieren. In seine Zeit im Kongress fielen das Ende des Zweiten Weltkrieges, der Beginn des Kalten Krieges, der Koreakrieg und innenpolitisch die Bürgerrechtsbewegung. Außerdem begann damals der Vietnamkrieg. In den Jahren 1970 und 1971 führte er den Vorsitz im Streitkräfteausschuss.
Im Jahr 1970 scheiterte Philbin in den Vorwahlen seiner Partei. Er starb am 14. Juni 1972 auf seinem Anwesen „Philcrest Farms“ in Bolton.